# A kommunista diktatúrák áldozatainak emléknapja
A kommunista diktatúrák áldozatainak emléknapja (mint a „kommunizmus áldozatainak emléknapja” is említik) megtartását az Országgyűlés 2000. június 13-án elfogadott 58/2000. (VI. 16.) sz. határozata rendelte el. Az országgyűlési határozati javaslatot Horváth Béla kisgazda országgyűlési képviselő terjesztette be. Ennek értelmében minden év február 25-én megemlékeznek a kommunizmus áldozatairól a középfokú oktatási intézményekben. 
Kovács Bélát, a Független Kisgazdapárt főtitkárát 1947-ben ezen a napon a kommunistákkal szembeni kiállása miatt a szovjet hatóságok  letartóztatták és a Szovjetunióba vitték, ahol nyolc évet töltött fogságban, először a Gulagon, majd 1951. szeptember 25-től az Állambiztonsági Minisztérium moszkvai központi börtönében.
A politikus letartóztatása és fogvatartása az első lépés volt azon az úton, amelynek során a kommunista párt kiiktatta az ellenszegülőket és így haladt a totális egypárti diktatúra kiépítése felé. Az eset ezzel a demokrácia és a szabadságjogok semmibe vételének jelképévé vált, amely a kommunizmus közel 50 éves uralmát jellemezte. Kovács Béla típuspéldája lett a pártállami rezsim áldozataiként számon tartott embereknek.
A kommunizmus fekete könyve becslések és levéltári kutatások alapján körülbelül 100 millióra teszi a kommunizmus áldozatainak számát az egész világon. Kelet-Közép-Európában az éhínségben, kényszermunkatáborban vagy kivégzés által elhunyt áldozatok száma eléri az egymilliót, de a rendszer áldozata az is, akit börtönbe zártak, vallattak, kínoztak, megbélyegeztek, akit csoport- vagy vallási hovatartozása miatt üldöztek, vagyis mindenki, akit a szabad cselekvés és választás lehetőségétől megfosztottak, testileg és lelkileg megnyomorítottak.

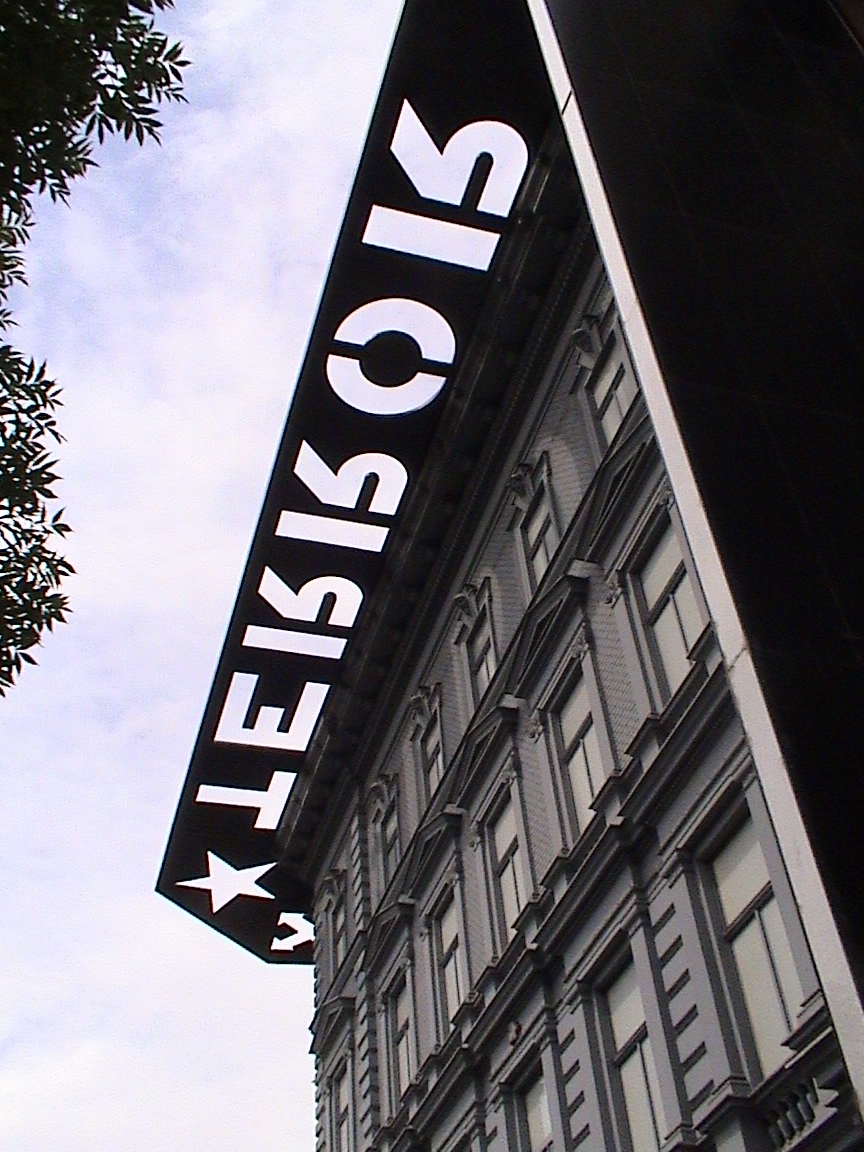
Terror Háza Múzeum

## Első megemlékezés
Először 2001. február 25-én emlékeztek meg a kommunizmus áldozatairól. A budapesti ünnepségek része a volt ÁVH székház, a mai Terror Háza Múzeum előtti megemlékezés, figyelmeztetőként és emlékeztetőként a korszak történéseire és a tanulságok levonására. Azóta az Országgyűlésben és a középiskolákban minden évben sor kerül a megemlékezésre.